# Aleuroclava indicus
Aleuroclava indicus là một loài côn trùng cánh nửa trong họ Aleyrodidae, phân họ Aleyrodinae.
Aleuroclava indicus được Singh miêu tả khoa học đầu tiên năm 1931.